# El aprendiz de brujo (Dukas)
El aprendiz de brujo (también conocido como El aprendiz de hechicero o mago, título original en francés: L'Apprenti sorcier) es un poema sinfónico del compositor francés Paul Dukas compuesto en 1897 y basado en la balada homónima (Der Zauberlehrling en alemán) de Johann Wolfgang von Goethe. Se trata de una obra orquestal que pertenece al estilo de música programática y representa la historia de un aprendiz que, sin permiso, hechiza una escoba para que le ayude a cargar agua.
La popularidad de la pieza creció con el filme Fantasía (1940) de Walt Disney, en la que Mickey Mouse interpretó el papel del aprendiz. La adaptación cinematográfica del mismo nombre fue protagonizada por Nicolas Cage.

## Historia
El aprendiz de brujo lleva como subtítulo Scherzo sobre una balada de Goethe y es la obra con que se identifica a  Paul Dukas, un profesor de composición sin grandes pretensiones y de pocas obras, entre las que puede citarse el ballet La Péri o la ópera Ariana y Barbazul.
A la fama y reconocimiento de la melodía del poema sinfónico de Dukas contribuyó la escena de la película Fantasía de Walt Disney en la que Mickey Mouse, con el acompañamiento de la música de Dukas, interpreta al brujito.
Considerado su obra maestra, el poema sinfónico fue estrenado el 18 de mayo de 1897 en la Sociedad Nacional de París bajo la dirección del propio compositor, un siglo después de que Goethe escribiera su balada Der Zauberlehrling. El éxito fue inmediato.

## Argumento
El poema de Goethe que Dukas llevó a la música narra la historia de un aprendiz de las artes de la brujería que aprovecha la ausencia de su maestro para dar vida a una escoba para que haga por él el trabajo que le ha sido encomendado. El aprendiz logra embrujar a la escoba para que cumpla su tarea que consistía en llenar de agua un gran recipiente, sin embargo, no logra dar con las palabras mágicas para detenerla; rompe entonces la escoba en dos pero en lugar de cesar el embrujo, cada parte de la escoba comienza a hacer por partida doble el trabajo. Finalmente, llega el maestro que ve lo que está ocurriendo y con sus artes detiene a las escobas.

## Instrumentación
La pieza está escrita para una orquesta sinfónica con flautín, clarinete bajo, tres fagotes y contrafagot, además de la madera "común". Las trompetas son reforzadas por dos cornetines de pistones, pero no aparece ninguna tuba entre los metales. A continuación se muestra la orquestación con más detalle y organizada por familias instrumentales.
- Viento madera: 1 flautín, 2 flautas, 2 oboes, 2 clarinetes en si bemol, 1 clarinete bajo en si bemol, 3 fagotes, 1 contrafagot.
- Viento metal: 4 trompas en fa, 2 trompetas en do, 2 cornetines de pistones en si bemol, 3 trombones.
- Percusión: 3 timbales, 1 bombo, platillos, 1 triángulo, 1 carillón.
- Cuerda: 1 arpa y una sección de cuerdas con violines I y II, violas, violonchelos, contrabajos.

## Estructura y análisis
Esta pieza, a pesar de ser un scherzo, está escrita en forma sonata y contiene cuatro temas, con una introducción y un fragmento conclusivo o coda.
- La introducción, muy corta, deja entrever los temas que se escucharán a lo largo de la obra y al mismo tiempo nos adentra en la atmósfera de la historia. Concluye con un trémolo orquestal seguido de unos golpes de timbales y detrás de ellos un brusco silencio.
- El scherzo propiamente dicho, comienza a continuación el motivo de la escoba encantada de que el aprendiz pone en marcha, y enseguida los violines introducen el motivo de los sortilegios. El tercer tema que aparece es el del aprendiz, el cual describe su alegría. Poco a poco la orquesta va cogiendo fuerza hasta que culmina con un fortissimo, detrás del cual se inicia la reexposición y se vuelve al tema inicial del scherzo. A partir de ese momento, la angustia del aprendiz, el dominio del maestro y finalmente la calma son descritas mediante la combinación de diversos motivos.

El aprendiz de brujo es en rigor una pieza descriptiva, programática, esto es, cuenta una historia. El ostinato y el crescendo, así como la acumulación instrumental y los colores que de esta se desprenden son esenciales en el transcurso de la descripción de esta historia. Dukas alcanza con esta obra un brillo orquestal, una claridad de construcción y una vivacidad rítmica extraordinarios.